# Санджик
Санджи́к (рос. Санджик) — селище у складі Верхньокетського району Томської області, Росія. Входить до складу Ягоднинського сільського поселення.

## Населення
Населення — 30 осіб (2010; 31 у 2002).
Національний склад (станом на 2002 рік):
- росіяни — 91 %